# Erythrolamprus typhlus
Espèce
Synonymes
- Coluber typhlus Linnaeus, 1758
- Liophis typhlus (Linnaeus, 1758)
- Xenodon isolepis Cope, 1870
- Opheomorphus brachyurus Cope, 1887
- Liophis typhlus elaeoides Griffin, 1916
- Liophis elaeoides Griffin, 1916
- Liophis macrops Werner, 1925

Erythrolamprus typhlus  est une espèce de serpents de la famille des Dipsadidae.

## Répartition
Cette espèce se rencontre :
- en Guyane ;
- au Suriname ;
- au Guyana ;
- au Venezuela ;
- en Colombie ;
- en Équateur ;
- au Pérou ;
- en Bolivie ;
- au Paraguay ;
- au Brésil.

Sa présence en Argentine est incertaine.

## Liste des sous-espèces
Selon The Reptile Database (24 janvier 2014) :
- Erythrolamprus typhlus brachyurus (Cope, 1887)
- Erythrolamprus typhlus elaeoides (Griffin, 1916)
- Erythrolamprus typhlus typhlus (Linnaeus, 1758)

## Publications originales
- Cope, 1887 : Synopsis of the batrachia and reptilia obtained by H. H. Smith, in the province of Mato Grosso, Brazil. Proceedings of the American Philosophical Society, vol. 24, p. 44-60 (texte intégral).
- Griffin, 1916 "1915" : A catalog of the Ophidia from South America at present (June 1916) contained in the Carnegie Museum with descriptions of some new species. Memoirs of the Carnegie Museum, vol. 7, no 3, p. 163-228 (texte intégral).
- Linnaeus, 1758 : Systema naturae per regna tria naturae, secundum classes, ordines, genera, species, cum characteribus, differentiis, synonymis, locis, ed. 10 (texte intégral).